# Salacia dusenii
Salacia dusenii är en benvedsväxtart som beskrevs av Ludwig Eduard Theodor Loesener. Salacia dusenii ingår i släktet Salacia och familjen Celastraceae. Inga underarter finns listade.